# Mystides viridis
Mystides viridis är en ringmaskart som beskrevs av Webster och Benedict 1887. Mystides viridis ingår i släktet Mystides och familjen Phyllodocidae. Inga underarter finns listade i Catalogue of Life.